# Parc Astérix
Pour les articles homonymes, voir Astérix (homonymie).
Le parc Astérix  est un complexe touristique comprenant un parc à thèmes et trois hôtels, ouvert le 30 avril 1989 et géré par la compagnie des Alpes — une filiale de la Caisse des dépôts — depuis 2002. Le parc à thèmes est consacré à l’univers de la bande dessinée d'Uderzo et Goscinny, Astérix. Il est situé à Plailly, dans l’Oise, à une trentaine de kilomètres de Paris.
Il est le troisième parc à thèmes de France par sa fréquentation, derrière les parcs Disneyland et Walt Disney Studios de Disneyland Paris. Il est l'un des parcs à thèmes d'Europe à avoir été distingué par un Thea Award, décerné par la Themed Entertainment Association.

## Historique

### Genèse

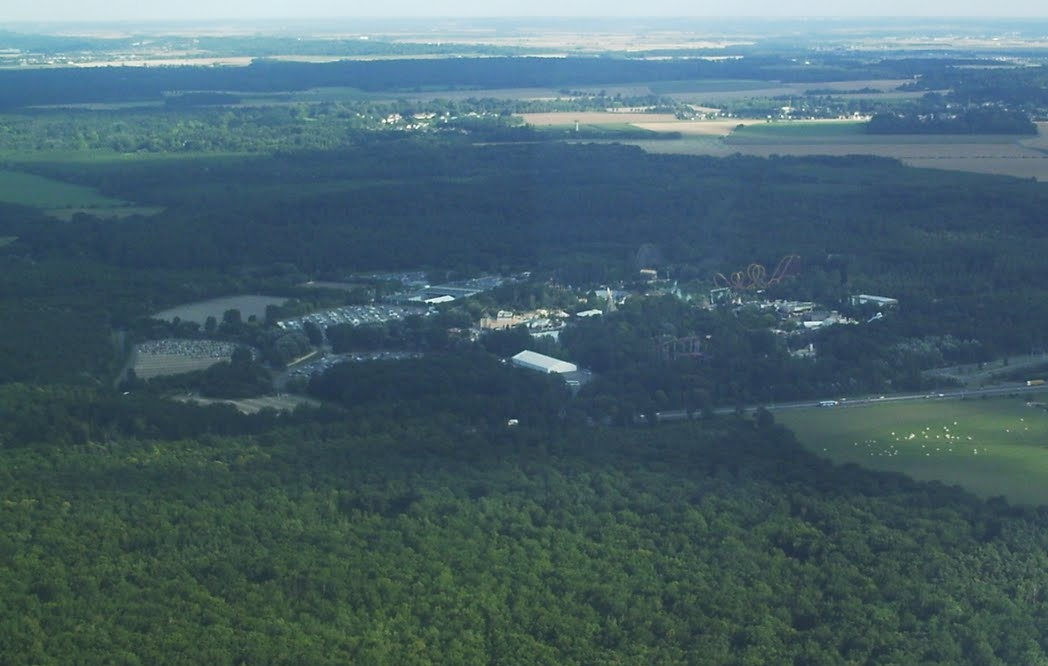
Vue aérienne du parc Astérix.

Le parc Astérix est, avec Mirapolis, Zygofolis et Big Bang Schtroumpf, l'un des grands projets de parcs de loisirs français de la fin des années 1980. Dès 1981, Albert Uderzo, après avoir visité Disneyland en Californie, imagine un parc d'attractions sur le thème d'Astérix. Cependant, la conjoncture économique à la suite de l'élection présidentielle de François Mitterrand retarde le projet. En 1984, les études de marché, de faisabilité et de financement sont rendues possibles grâce à la rencontre d'Albert Uderzo, de Patrice Tournier, spécialiste de concepts de projets immobiliers et d'Éric Licoys, banquier d’affaires qui dirigera le groupe Moniteur et siégera au conseil d’administration de Rentabiliweb. La société Parc Astérix SA au capital de 250 millions de francs français est fondée en 1985. À la tête du projet, le groupe financier britannique Barclays réunit vingt autres investisseurs, dont la région Picardie via la société de capital risque Picardie Investissement et le groupe Havas. Six groupes détiennent 70 % du capital de la société : Barclays, Dumez, le groupe Accor, la Compagnie générale des eaux, la GMF et l'Union des assurances de Paris.
Le site est majoritairement façonné par deux architectes, Michel Kalt et Jean-Michel Ruols. Le premier est concepteur de villes nouvelles françaises et le deuxième est, avec son collègue François Robert, l'initiateur des parcs aquatiques en France,,. Trois ans durant, Uderzo s'entoure de ses amis Pierre Tchernia, Roger Carel, Gérard Hernandez, Marcel Gotlib et Fred pour réfléchir à la conception du parc,,. Ils collaboraient tous déjà aux créations du duo Goscinny-Uderzo tels le magazine Pilote ou les studios Idéfix,,,,,. Ils sont épaulés par Ira West, concepteur américain spécialisé dans les parcs à thèmes,. Raoul Franco — venant des domaines de la publicité et des effets spéciaux — participe aussi à l'élaboration du projet. L'investissement représente 850 millions de francs français (130 millions €) pour un millier d'emplois créés. L'édification d'un parc à thèmes se compose généralement de coûts « durs » et de coûts « doux ». Les exemples américains dont s'inspirent les concepteurs ont 70 % de coûts « durs » pour 30 % de coûts « doux ». Au parc Astérix, les modifications de conception et d'autres facteurs conduisent à des coûts « doux » équivalant à environ 40 % de l'investissement total. Il est premièrement envisagé que Melun-Sénart soit le lieu d'implantation du parc à thèmes avant que Plailly ne soit désigné,,. L'été 1987 marque le début du chantier. Il se situe à Plailly, à environ trente kilomètres au nord de Paris. L'emplacement de 155 hectares est choisi, entre autres, en raison de son réseau de communications. L'aéroport de Paris-Charles-de-Gaulle n'est qu'à dix kilomètres, un échangeur privé relie le site de loisirs à l'autoroute A1 et un service de navettes fait la jonction avec la ligne 7 du métro de Paris. Le 20 février 1989, la statue d'Astérix — grande de sept mètres pour une masse de quatre tonnes — est posée sur une structure rocheuse à trente mètres du sol,,,. Le parc est calibré pour accueillir 15 000 personnes quotidiennement. Deux millions de visiteurs sont attendus en 1989.

### Inauguration et déconvenue
Après deux ans de travaux, le parc Astérix est officiellement inauguré le jeudi 27 avril 1989 par le ministre de la Culture, Jack Lang, en présence d'Albert Uderzo et d'abonnés de Canal+ pour constituer le public de cette journée inaugurale,. Le parc d'attractions de 22 hectares est composé à l'époque de cinq quartiers thématiques : la Via Antiqua, le village d'Astérix, la rue de Paris, le lac des dauphins et la cité romaine. Ceux-ci sont composés d'attractions issus d'usines à 90 % étrangères. Les attractions majeures sont par exemple les bouées la Descente du Styx, les montagnes russes en métal Goudurix, les parcours aquatiques la Balade d'Astérix et Grand Splatch ainsi que le delphinarium. Le grand public y est accueilli le 30 avril 1989. Le parc gaulois dénombre 20 000 entrées en ce premier jour, un dimanche en l'occurrence,. Le jeudi de l'Ascension, ils sont 25 000 à passer le parvis de l'entrée ; la décision est alors prise d'autoriser l'accès à un maximum de 17 000 clients le dimanche suivant,. De sérieux embouteillages autoroutiers marquent toutefois ce dimanche 7 mai. Tout comme à Big Bang Schtroumpf également ouvert au public en avril 1989, l'affluence est de mise lors des premiers week-ends, créant d'importantes files et débordant les organisateurs. Les premières semaines, il est victime de son succès et le public en est excédé. La gestion des foules pose problème. La fréquentation dominicale est significativement plus élevée que prévu. Elle a pour conséquence la fermeture du site à plusieurs reprises en raison de l'encombrement excessif le dimanche. Sur toute l'année, un total de 150 000 clients est refoulé devant les grilles pour cause de capacité maximum atteinte. La bretelle autoroutière n'est pas assez longue, les parkings de 8 500 places se remplissent trop lentement, le débit des quelques attractions est trop faible, la capacité est trop basse et surtout le nombre de places assises dans les restaurants est insuffisant. La fréquentation s'effondre du fait de l'insatisfaction du public. Le parcours scénique de type train fantôme baptisé Apocalypse n'ayant jamais été satisfaisant (aussi bien pour son manque de débit que pour le risque d'inflammabilité de ses décors), il ne peut ouvrir et est vite abandonné. Une émission spéciale du programme télévisé à succès Champs-Élysées présentée par Michel Drucker en prime time sur antenne 2 est entièrement consacrée au nouveau parc. Réalisée par Mathias Ledoux, elle est diffusée dans les foyers français le samedi 20 mai. Sur les deux millions de visiteurs attendus, 1 340 000 se déplacent. Mais les équipes d'Astérix ne commettent pas les mêmes erreurs que leurs concurrents contemporains : les spots publicitaires télévisés sont simples et directs, ils ont un impact bénéfique sur la fréquentation. De plus, son service ciblant les groupes est performant, il réussit à attirer environ 50 % de sa fréquentation annuelle de groupes. Les premières années sont rudes. La fréquentation décevante est l'une des raisons des difficultés financières rencontrées en automne 1989. Un tiers des capitaux apportés par l'actionnariat sert à combler le déficit d'exploitation de 3 millions de francs du premier exercice. Les deux tiers restants servent à augmenter la capacité d'accueil.
La deuxième saison débute le 4 avril 1990 avec 60 millions de francs investis (près de 10 millions d'euros) en attractions, aménagements, réparation et restauration via 800 nouvelles places assises ainsi qu'une nouvelle zone : la place de Gergovie. L'année se clôt avec de meilleurs scores : 1 453 000 entrées, un chiffre d'affaires de 260 millions de francs (40 millions d'euros) qui représente une augmentation de 22 % sur le premier exercice. L'année 1991 voit 1,4 million de personnes passer les portes. Efteling est alors sur la première marche du podium européen quant à la fréquentation avec 2,7 millions. Sur la deuxième marche, trois parcs affichent 2 millions de visiteurs : Europa-Park, Alton Towers et Phantasialand. Sur la troisième marche, ils sont deux à afficher 1,4 million d'entrées : Walibi Wavre et le parc Astérix. En cette dernière saison avant l'ouverture d'Euro Disneyland, ces parcs de loisirs touchent chacun une clientèle située dans un rayon de 200 kilomètres, ce qui signifie que la plupart ne se considèrent pas alors comme des concurrents directs. Walibi Wavre est l'exception car il partage des portions de son bassin de clientèle avec ses quatre homologues d'Europe continentale. Le directeur adjoint d'Efteling de l'époque, Reinoud van Assendelft de Coningh, a l'idée de créer une collaboration d'importants parcs d'attractions européens non concurrents compte tenu de leur situation géographique. En 1993, Great European Theme Parks est fondé en réponse à l'arrivée d'Euro Disneyland. Ses membres sont Europa-Park, Alton Towers, le parc Astérix, Efteling et Liseberg,. La presse américaine est dubitative quant au cas du parc gaulois. L'ouverture prochaine du complexe américain à Marne-la-Vallée questionne la viabilité d'Astérix et pronostique sa fermeture face à l'ampleur Disney.
À Plailly, les dirigeants et actionnaires investissent 19 millions de francs (3 millions d'euros) pour l'ouverture de la saison 1992. Cette année voit la création de Menhir F.M, la radio du parc. Le 12 avril 1992, Euro Disney ouvre ses portes et la fréquentation du parc isarien plonge : moins 30 % et 990 000 visiteurs, dont ½ de Franciliens,. Depuis l'ouverture au public — représentant 600 jours — ils sont cinq millions à s'être déplacés d’Île-de-France, du Nord-Pas-de-Calais et dans une moindre proportion de Belgique et des Pays-Bas. Le chiffre d'affaires fait de même en dégringolant de 19 % pour atteindre 170 millions de francs français (26 millions €). Les résultats annuels de fréquentation sont les pires de son histoire. Les chiffres font craindre la faillite. Le directeur d'exploitation, Olivier de Bosredon, prend des mesures drastiques telles licenciements, restrictions budgétaires. Pourtant, les familles sont familiarisées avec l'idée de grands parcs de loisirs via la communication Disney et ceci profite au parc gaulois. De plus, il se positionne vis-à-vis de ce concurrent. Il incarne l'exception culturelle française et est, à ce titre, régulièrement comparé à l'américain Disneyland Paris, en déficit chronique,,. Selon Ray Braun, senior vice-président d'Economics Research Associates à Los Angeles, « Astérix se repositionne plus fortement comme une attraction locale. [Sa réputation] récolte les avantages naturels d'une loyauté culturelle et régionale » lors de l'ouverture d'Euro Disneyland. Le nombre de visiteurs augmente à nouveau pour atteindre les 1 180 000 unités en 1993. La même année, Brigitte Bardot communique autour du delphinarium du parc et en appelle au ministre.

### Prospérité et introduction en bourse
En 1994 et pour la première fois de son histoire, le parc à thèmes est rentable,. La prospérité arrive grâce à l'ouverture de la zone grecque représentant 20 millions de francs (3 millions d'euros). Cette année, le petit village grec de 1989 est développé et étendu pour devenir une zone propre. La fréquentation est en hausse de 32 % (1,554 million d'entrées), les ventes augmentent de 32 % pour atteindre 267 millions de francs français (plus de 40 millions d'euros). La saison 1995 — dont la principale nouveauté est Menhir Express — est marquée par une augmentation de 15 % du public dont une augmentation de 20 % en août de cette année, ceci représente 1,8 million de visiteurs sur l'année. Face à cette bonne santé et aux pertes colossales chez Disney, la presse américaine souligne la résistance du site isarien. Elle s'interroge toujours sur le fond en questionnant la volonté d'instruire en divertissant ainsi que l'intérêt d'une époque passée plutôt que l'attrait du futur. 1 700 000 personnes sont accueillies dans l'enceinte du parc Astérix en 1996, année marquée par le lancement de Main basse sur la Joconde. L'année 1997 s'avère exceptionnelle grâce à 1,9 million d'entrées comptabilisées à la suite de la nouveauté de l'année : Tonnerre de Zeus qui lui permet de réaliser sa meilleure saison depuis son ouverture. Sa capacité journalière est alors de 20 000 visites si bien qu'au-delà, les clients se voient refuser l'accès. Ils peuvent être jusqu'à huit mille dans ce cas. Le public se répartit ainsi : 45 % de Franciliens, 20 % de Picards et 20 % d'autres régions françaises. La clientèle étrangère représente 15 %. Le chiffre d'affaires ainsi que la fréquentation progressent ainsi de près de 14 % en un an. La même année, Parc Astérix SA est introduit en bourse, au Second Marché de la Bourse de Paris.
Il achète le grand aquarium Saint-Malo en 1998 et 1 710 000 visiteurs fréquentent le site de loisirs isarien,, un chiffre en baisse par rapport à l'année précédente en raison d'une météo particulièrement pluvieuse et de la tenue de la coupe du monde de football en France. En 1999, le parc Astérix fusionne avec le groupe musée Grévin-France Miniature. Dans le but de créer le premier groupe français de loisirs, il lance une OPE sur la société du musée Grévin. Cette opération se traduit par l'échange d'actions entre les actionnaires des deux sociétés,. L’entreprise devient alors Grévin & Compagnie SA. Cette année, l'Hôtel des 3 Hiboux est inauguré sur le domaine et l'Oxygénarium prend place à l'ouest de la Rue de Paris. Au même moment, le village gaulois est retravaillé, tout comme la Balade d'Astérix qui change même de nom pour devenir Épidemaïs Croisières. La saison 1999 se clôture en hausse : 2 millions d'entrées, ce qui est un nombre record à Plailly. Le résultat comptable suit la même tendance : une hausse de 30 %. En 2001, le parc d'attractions reçoit environ 1,8 million de visiteurs avec un chiffre d'affaires de 61 600 000 €, soit 60,9 % du groupe Grévin. La Themed Entertainment Association décerne un Thea Award la même année à l'Oxygénarium dans la catégorie réalisation avec budget restreint. La dernière grande attraction conçue pendant cette période de prospérité et de développement est la Trace du Hourra. En 2002, Disneyland Resort Paris inaugure son deuxième parc à thèmes : parc Walt Disney Studios. Ceci fait craindre un important recul de la fréquentation mais ce n’est pas le cas. D’ailleurs, 1 750 000 visiteurs se rendent à Plailly, soit 100 000 de plus que prévu. En juin de la même année, la compagnie des Alpes acquiert Grévin & Cie via une OPA et crée CDA Parks. En 2008, la fréquentation du parc augmente de 11 %. Cela rapporte à l'exploitant un bénéfice net de 4 millions d'euros.

### Consolidation
Le complexe gaulois organise en 2005 l’événement « Lutèce Plage » qui consiste en une plage aménagée et des animations au bord du Grand Lac en été. Autre événement et pour contrer Halloween, le site isarien lance la « fête des druides » avant de revenir sur sa décision en 2009 en fêtant Halloween lors de l'événement « Peur sur le parc Astérix ». En 2006, le site de loisirs est accusé de maltraitance des dauphins par la société SOS Grand Bleu. La même année, le nombre d'entrées atteint 1,8 million. Néanmoins, depuis plusieurs années, la timidité des investissements pèse sur la popularité du site de loisirs, boudé par les ménages. La fréquentation s'érode en 2007,, et le complexe de loisirs est relégué à la troisième place du palmarès français, dépassé par le Futuroscope et Disneyland Paris. Cette même année, il ouvre pour la première fois lors des fêtes de Noël.
En 2008, une progression du chiffre d’affaires de 7,54 % et une hausse de la fréquentation de 12 % sont constatées. 1 800 000 personnes sont comptabilisées. Cette progression s’explique par une augmentation du nombre de jours d’ouverture. Le parc renoue ainsi avec une fréquentation en hausse, après trois années de baisse. Pour célébrer les vingt ans du site gaulois en 2009, un programme de rénovation des attractions et de réhabilitation générale est lancé. Entre autres, la statue emblème d'Astérix, grande de sept mètres, est dorée pour l'occasion avant de retrouver ses couleurs habituelles la saison suivante. Le groupe prévoit d'aménager 30 000 m2 de nouvelles attractions entre 2009 et 2014 sur le site du parc gaulois, ainsi que 100 nouvelles chambres,. L'année 2009 voit 1 820 000 personnes passer les portes tandis qu'en 2010, 1 663 000 entrées sont enregistrées, soit 8,6 % de diminution. Les dirigeants projettent de construire un centre de conférences à destination d’une clientèle d’entreprises. Quatre ans après la première édition, le parc Astérix n'organise plus de saison hivernale en 2011. La même année, il renforce de 56 % les effectifs de sécurité et le chiffre d’affaires atteint 66 millions d'euros. 1 595 000 de visiteurs se rendent à Plailly, dont 84 % de Français et 47 % de Franciliens.

### Nouveaux investissements
Sur le thème de l'Égypte, une nouvelle zone de 2,5 ha, soit 10 % de surface supplémentaire, est inaugurée en 2012. Ceci représente deux ans de travaux impliquant plus de 300 personnes et 30 corps de métiers. Avec ces investissements, la direction espère attirer 200 000 visiteurs supplémentaires, soit 12 %. Une augmentation de 128 000 entrées et de 8 % de la fréquentation est constatée en fin d'année ainsi qu'un chiffre d'affaires en évolution de près de 10 %,. Avec 1 723 000 visiteurs, le parc d'attractions reprend en 2012 la deuxième position du classement français, devance le Futuroscope et reste derrière le complexe Disneyland Paris,. En 2013 et 2014, le Puy du Fou (grand parc + Cinéscénie) est le second complexe français quant à la fréquentation, le parc Astérix passe en troisième position,,,,. En 2015, le site renouvelle son offre de spectacles avec trois nouveautés et réhabilite deux salles de spectacles, dont une jusqu'alors abandonnée,. La saison se termine avec une légère augmentation, plus de 1,85 million d'entrées et un chiffre d'affaires de 80 millions d'euros,. Ces chiffres de fréquentation sont remarquables, ils n'ont été dépassés que deux fois par le passé, en 1997 et 1999, deux années exceptionnelles.
Nicolas Kremer, le nouveau directeur général, déclare en 2016 que 200 millions d'euros d'investissements seront réalisés dans les dix prochaines années pour que le parc devienne une destination de séjour et non plus un simple lieu de loisirs. L'ouverture de Pégase Express en 2017 représente un coût de 16 millions d'euros, soit le deuxième plus gros investissement dans le parc depuis OzIris. L'Hôtel des 3 Hiboux propose en 2017 cinquante chambres supplémentaires. De plus, un centre de conventions et séminaires s'ajoute aux disponibilités offertes in situ. La saison se clôture et le complexe réitère son record de 1999, 2 millions de visiteurs ont franchi ses portes. L'hôtel la Cité suspendue est inauguré en 2018. Le 3 septembre 2018, il est annoncé que la barre de deux millions d'entrées est franchie alors que la saison est toujours en cours. Lors du salon IAAPA Attractions Expo 2018 à Orlando, la construction future par Intamin de Toutatis, montagnes russes lancées est rendue publique. L'attraction, située derrière le Grand Splatch et La Trace du Hourra, est d'abord prévue pour 2021 avant d'être repoussée en 2022 puis en 2023,. Cette saison 2018 se conclut avec 2,174 millions de visiteurs, ce qui constitue un nouveau record à Plailly et permet au parc de recevoir son 50 millionième visiteur depuis son ouverture en 1989.
Attention Menhir! est la nouveauté 2019. Ce film, dont le casting vocal est partiellement commun aux films d'animation en images de synthèse de 2014 et 2018, est réalisé par François-Xavier Aubague et Arnaud Bouron,,. Le Cinématographe de 450 m2 est rénové et transformé en cinéma 4-D par CL Corporation avec l'ajout de sièges dynamiques D-Box Technologies (en) pour y projeter Attention Menhir !,. À l'intérieur, le public s'installe dans 150 modules à deux places. Cette salle est rebaptisée Les Studios Idéfix, en référence aux studios du même nom,. Le logo du parc est modifié à l'occasion du trentième anniversaire du site de loisirs. Un nouveau défilé quotidien des personnages est également lancé cette saison. Après huit ans de pause, le parc Astérix rouvre au grand public pendant les vacances de Noël, période qui rencontre le succès avec 130 000 entrées. À l'issue de cette saison, il bat à nouveau son record de fréquentation, ayant accueilli 2,326 millions de visiteurs,. L'augmentation de la capacité hôtelière en est l'une des raisons. Il gagne quatre places dans le classement des vingt parcs européens les plus fréquentés en se plaçant en dixième position. Il est le troisième parc à thèmes de France par sa fréquentation devant le Puy du Fou et derrière Disneyland Paris et ses parcs Disneyland et Walt Disney Studios. La fréquentation augmente de 7 % et les revenus augmentent de 13 %.
Nommé Filotomatix, un service de réservation de créneau horaire est lancé en 2020. Le temps consacré par la clientèle à l'attente dans les files est destiné à d'autres activités,.
L'ouverture du parc pour les saisons 2020 et 2021 doit être repoussée en raison de la diffusion de la pandémie de Covid-19 dans le monde,,. De plus, il est décidé la fermeture prématurée du parc le 29 octobre 2020 au soir. Ces semaines de fermeture impactent les projets d'investissement qui sont ralentis. Avec 1,163 million d'entrées, la fréquentation 2020 est divisée par deux. De plus, le classement des parcs européens les plus visités s'en ressent. Efteling est en tête devant le parc Disneyland. L'analyse du rapport 2020 de la Themed Entertainment Association souligne que la fréquentation du parc a baissé de 50 %. La moyenne mondiale se chiffre à 67,2 % et à 66 % en Europe.
Le parc reçoit en 2020 un Thea Award pour l'hôtel à thème Les Quais de Lutèce,. Il est annoncé en janvier 2021 la fin des activités du delphinarium,. Les dauphins sont cédés à d'autres établissements,. Il est prévu la création future d'un spectacle au sein de son théâtre. Le service Filotomatix devient un système de coupe-files payants pour cette année où 1,3 million de clients fréquente le site de loisirs.
En septembre 2022, le parc reçoit au moins autant de visiteurs qu'en 2019,. Ainsi, pour l'année 2022, le parc reçoit 2,632 millions de visiteurs, ce qui représente un record de fréquentation,. En octobre, la chanteuse Angèle sort une chanson en collaboration avec le parc Astérix. 
L'année 2023 voit l'ouverture de la nouvelle section Festival Toutatis au sein de la zone La Gaule accueillant entre autres deux nouvelles attractions. Le parc annonce en octobre avoir de nouveau battu son record de fréquentation, passant la barre des 2,8 millions de visiteurs.
En 2024 est célébré le 35e anniversaire du parc. Pour l'occasion, le Grand Splatch est totalement retravaillé et devient La Revanche des Pirates - Le Grand Splatch. La zone Egypte s'agrandit avec une nouvelle attraction, La Tour de Numérobis, tandis qu'une comédie musicale est créée sous le nom de C'est du délire au sein du Théâtre de Panoramix. Comme un an auparavant, le parc annonce à la fin du mois d'octobre avoir encore une fois battu son record de fréquentation, atteignant plus de 2 842 000 visiteurs, une progression toutefois ralentie par un contexte difficile : multiples week-ends électoraux, météo capricieuse ou encore tenue des Jeux Olympiques et paralympiques à Paris.

## Composition du parc
Le parc se compose officiellement de six univers, plus ou moins en rapport avec le monde d'Astérix. Ces zones thématiques sont fondées sur deux principales associations : le personnage de fiction Astérix et la mythologie antique.

Entrée du parc.

### Via Antiqua
Cette partie permet l’accès au cœur du parc. Le public y trouve tous les services traditionnels comme les points d’information ou les caisses. La « rue » contient également de nombreuses boutiques et points de restauration comme au croissant de Diane, le grand marché de Lutèce, les galeries gauloises, le palais bonbon, chez Rahazade, Numérobis, Gravédanlonix ou encore Le Bon Légionnaire. Elle est décorée selon les contrées parcourues dans Les Aventures d'Astérix telles la Gaule Belgique, la Germanie, Rome, la vallée de l'Indus, l'Helvétie et l'Égypte. Lutèce se reconnaît en divers endroits. L'observateur attentif y voit la Bocca della Verità, le Manneken-Pis, une pendule à coucou suisse et le lion de Némée. En 1989, une parade menée par Cléopâtre de quatre chars et cent figurants y défilait, une idée qui fut abandonnée par la suite bien que d'autres parades aient existé dans d'autres zones.
Depuis 2012, la Via Antiqua n'est plus considérée comme un univers à part entière du parc.
De par sa conception de fil conducteur depuis l'entrée du parc ainsi que par son offre de boutiques et restaurants, cette rue n'est pas sans rappeler la zone thématique de Main Street, USA qui existe dans les Royaumes enchantés de Disney.

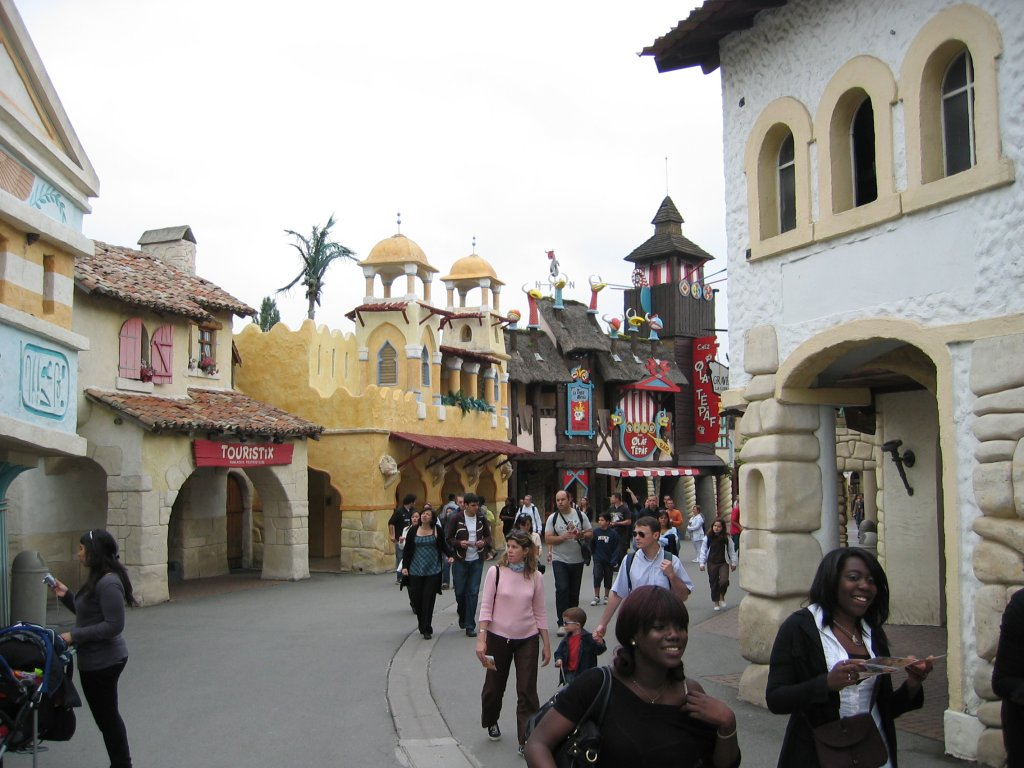
La rue Via Antiqua vue depuis le centre du parc.
Le Palais Bonbon (jeu de mots avec Palais Bourbon).
Boutique Numérobis.
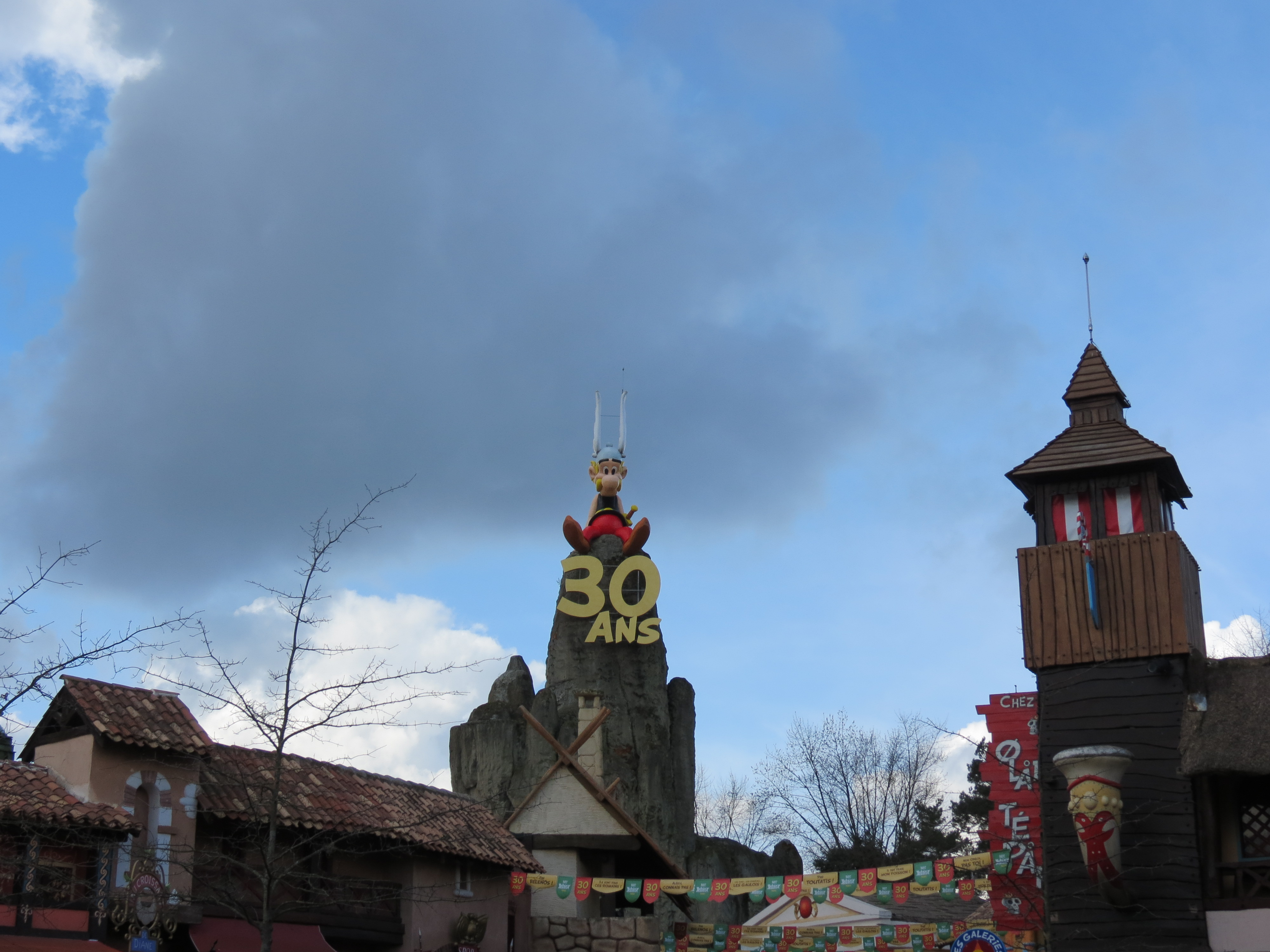
Le promontoire lors des trente ans du parc Astérix.

### L'Empire romain
Une fois sorti de la Via Antiqua, cette zone — anciennement nommée la Cité romaine — se présente comme entièrement décorée sur le thème de l’Empire romain. Fidèle à la bande dessinée, le public y retrouve panneaux et inscriptions humoristiques, dont un panneau indiquant Rome dans toutes les directions, conformément au proverbe « Tous les chemins mènent à Rome ». Ce quartier propose cinq attractions et un spectacle : 
- Romus et Rapidus : un Rapid river à bord de grosses bouées, construit par Intamin en 1989 (anciennement la Descente du Styx, renommée en 2007) ;
- Les Espions de César : circuit aérien où les passagers embarquent à bord de petits véhicules se déplaçant lentement, anciennement équipés de pédaliers servant à augmenter leur vitesse (Caripro, 1998) ;
- Le Carrousel de César : carrousel sur le thème des principaux personnages de la BD (Concept 1900/Euro Sujet, 1989) ;
- Le Défi de César : mad house sur le thème du recrutement de la légion romaine (Mack Rides, 2008);
- Le petit train : train pour enfants (Zamperla, 1989) ;
- Gaulois-Romains : le match : spectacle se déroulant dans les arènes romaines de 940 places situées à la sortie de la Via Antiqua (2015) écrit par Thierry Calvet, mis en scène par Jean-Claude Cotillard et scénarisé par Fabrice Bollen. Anciennement L'arène des gladiateurs de 1989 à 1990, puis Jeux Olympiques de 1991 à 1994 puis Les Stars de l'Empire de 1995 à 2006, puis La Légion Recrute de 2007 à 2014.

Le Défi de César.
Fast food Aux fastes de Rome, plus grand restaurant du site.

### La Grèce antique
De 1989 à 1993, elle n'était pas encore une zone à part entière mais une courte allée nommée village grec. Ce quartier amplifie son étendue et ses dispositions sous la thématique grecque pour devenir en 1994 une zone propre. Un des ajouts allant dans ce sens est une poubelle parlante réalisée par Efteling, à l'image de Holle Bolle Gijs. Le village était auparavant englobé dans le quartier du Grand Lac. Entièrement consacré au thème du monde hellénique et de sa mythologie, il illustre le style humoristique célèbre à la bande dessinée d'Uderzo et Goscinny.
Sept attractions et un spectacle sont situées dans cette zone :
- Le Cheval de Troie : attraction de type tapis volant, elle était d'ailleurs appelée ainsi à ses débuts[127] avant d'être renommée lors du développement de la thématique grecque (Zierer, 1989) ;
- Le Vol d’Icare : montagnes russes sur le thème de l’envol puis de la chute du fils de Dédale (Zierer, 1994) ;
- La Rivière d'Élis : paisible voyage à bord de petites bouées dans les typiques jardins grecs en référence à Élis (Mack Rides, 1997) ;
- L'Hydre de Lerne : attraction type pieuvre à l'image de l'Hydre de Lerne (Gerstlauer, 1995) ;
- Tonnerre 2 Zeus : montagnes russes en bois (The Gravity Group, 1997). Anciennement Tonnerre de Zeus (Custom Coasters International, 1997-2021).
- Discobélix : attraction de type Disk'O Coaster sur le thème des jeux olympiques antiques (Zamperla, 2016) ;
- Pégase Express : montagnes russes lancées (Gerstlauer, 2017). Avec la spécialité de repartir en arrière à mi-chemin ;
- Théâtre de Poséidon : ancien delphinarium de 2 000 places proposant des spectacles de grands dauphins et d'otaries de 1989 à 2020[113]. Il est nommé delphinarium avant que le quartier ne devienne une zone propre (1989-1993). Fermé en 2021, il est remanié et rouvre en 2022 pour proposer Les Plongeons de l'Olympe, spectacle de plongeons assuré par des athlètes[128].

#### Anciennement en activité
- Tohu-Bohu : attraction foraine de type pieuvre uniquement présente, sensiblement au même endroit que L'Hydre de Lerne, quelques semaines en 1989[127],[129] ;

Le Vol d'Icare.
Discobélix.
Pégase Express.
Poubelle parlante tel Holle Bolle Gijs.

### Les Vikings
Cette zone entourant la principale étendue d’eau était nommée le Lac des Dauphins à l'ouverture du parc avant d'être rebaptisée le Grand Lac puis de trouver son nom définitif en 2006. Le quartier thématique accueille six attractions : 
- La Galère : attraction type bateau à bascule (Zamperla, 1989) ;
- L’Escadrille des as : manège de petits avions (Zamperla, 1989). Situé à l'origine dans la zone « À travers le temps », il fut déplacé en 1996 pour laisser la place au spectacle Main basse sur la Joconde ;
- Le Mini Carrousel : carrousel pour les tout-petits (1990). Présent initialement à l'emplacement des Chevaux du Roy dans la zone « À travers le temps » sous le nom de Petit Carrousel ;
- Les Petits Drakkars : manège de petits bateaux (Zierer, 1989) ;
- Les Petites Chaises volantes : manège de chaises volantes réservé aux enfants, nommé le Charivari à son ouverture (Zierer, 1989)[127] ;
- Goudurix : montagnes russes en métal (Vekoma, 1989). Longtemps détentrices du record européen d’inversions avec 7 éléments, elles sont détrônées par Dragon Khan à Port Aventura en 1995 ;
- Aérolaf : Aérobar (Aerophile, 2018). Ce bar qui s'élève le long d'une tour de trente-cinq mètres n'est pas considéré comme une attraction. Il est exploité par une société extérieure au parc Astérix, ce dernier touchant une rémunération de ladite société[130].

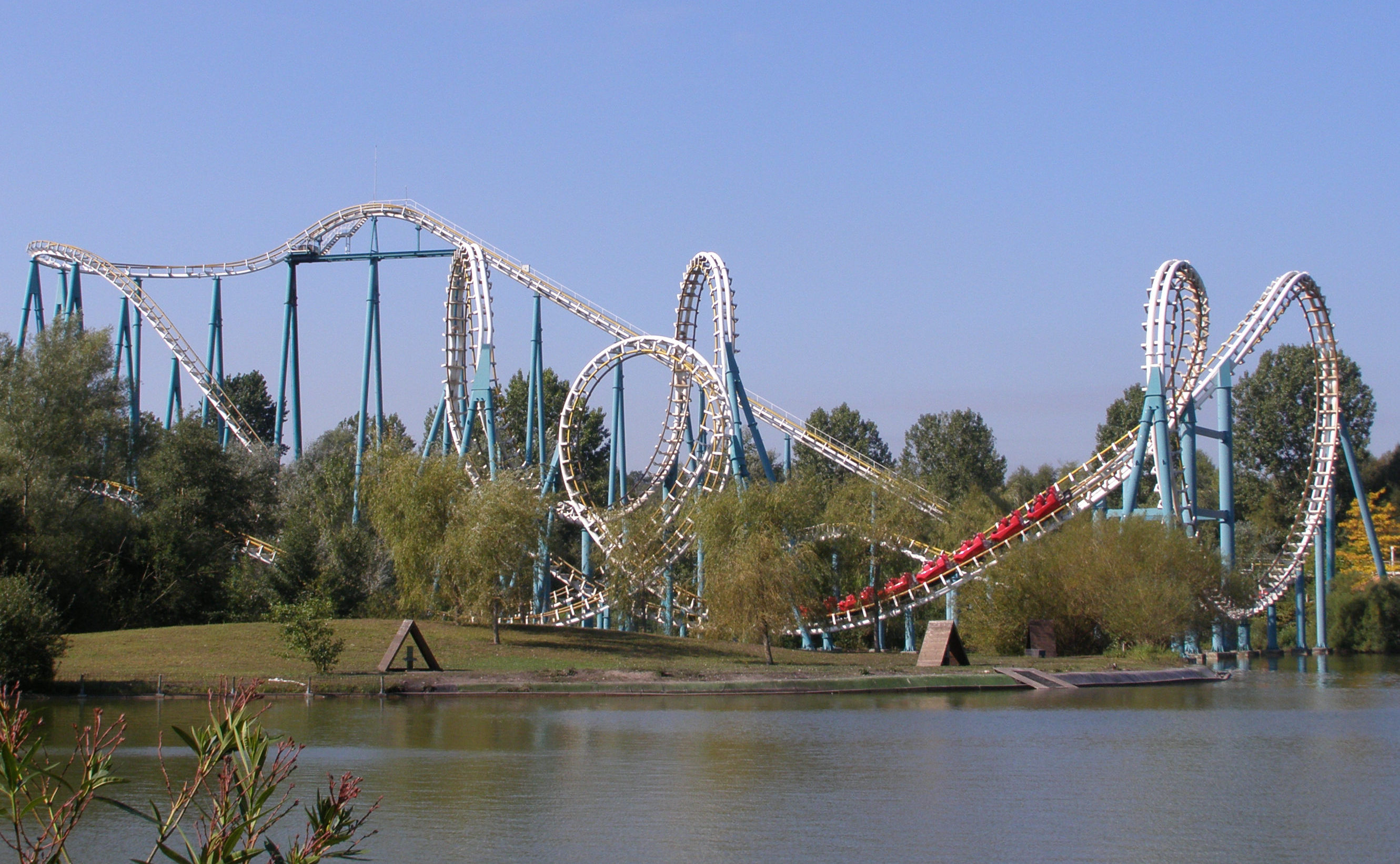
Goudurix surplombant le Grand Lac.
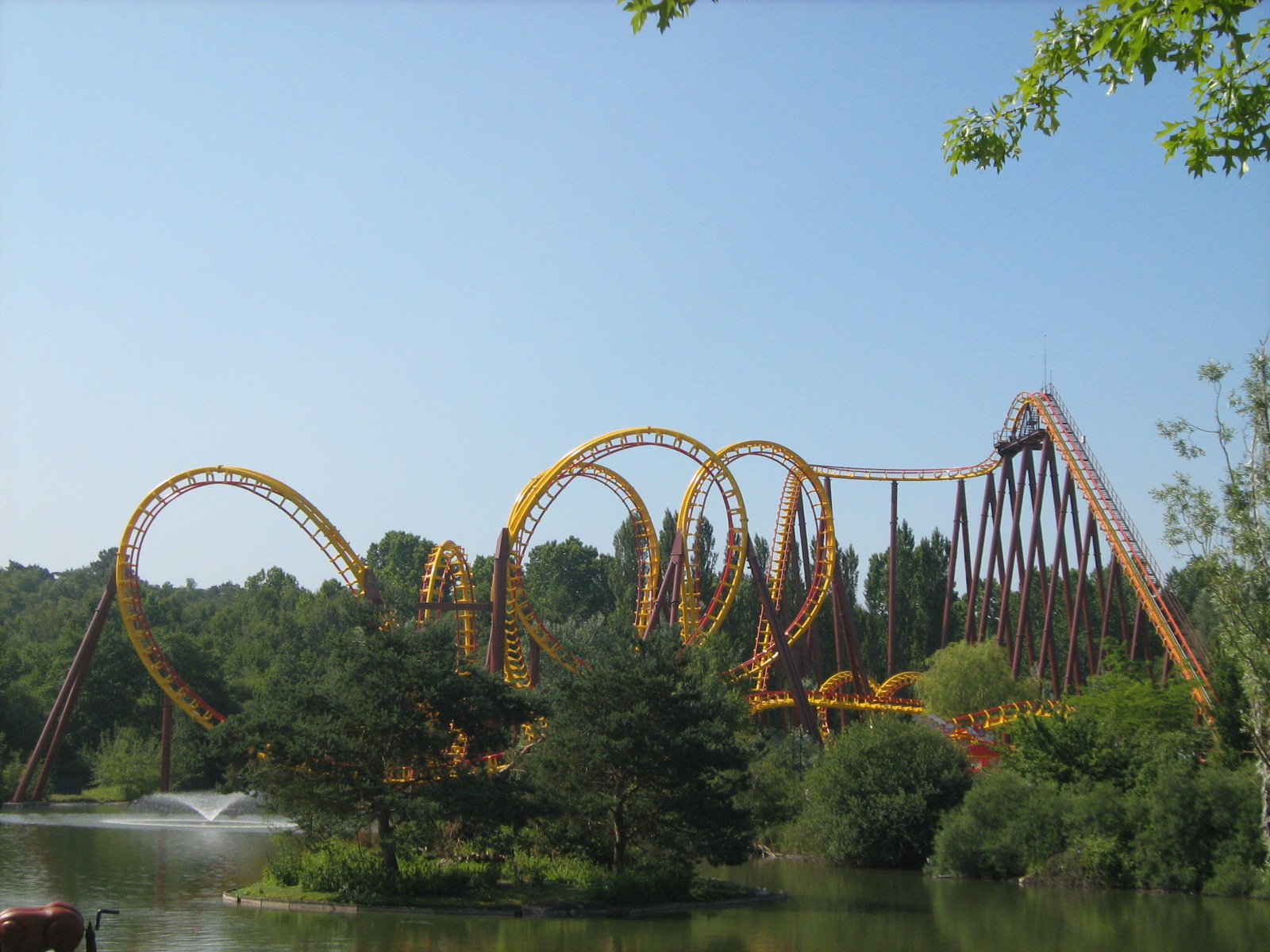
Repeinte pour le 20e anniversaire en 2009.
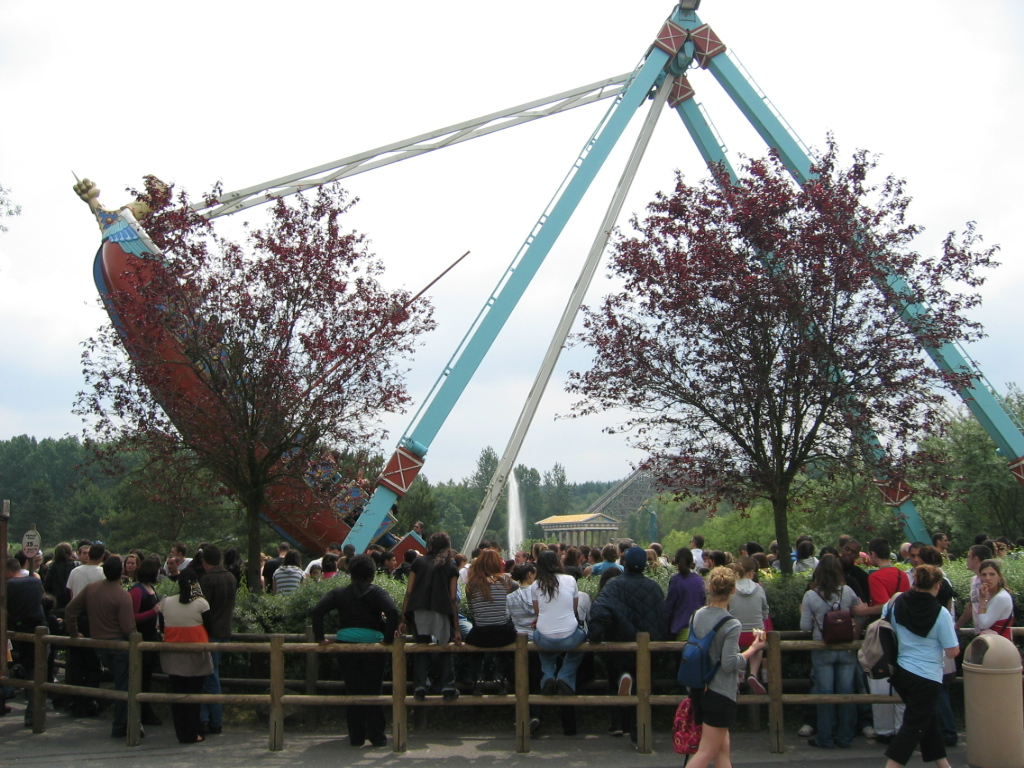
La Galère.

### À travers le temps
Anciennement désignée sous le nom de la Rue de Paris, c’est la seule zone ayant un thème précis en dehors d’Astérix. Illustrant Paris, une première partie de cet univers est axé sur la vie du Moyen Âge et ses chevaliers. C'est à cet endroit qu'était prévu l'exploitation d'un train fantôme nommé L'Apocalypse, qui fut bien terminé en 1989 mais qui ne put jamais ouvrir au public pour des raisons de sécurité — une partie du décor n'étant pas ignifugée — et l'attraction, qui aurait par ailleurs été peu rentable en termes de débit, a vite été abandonnée,.
 Une partie couverte de la zone regroupe à l'occasion plusieurs artisans comme un sculpteur sur pierre, un sculpteur sur bois, un vitrailliste, un maître verrier, un forgeron ou encore un potier, qui réalisent leur production sous les yeux des promeneurs. En retrait, une scène représente la construction de la cathédrale Notre-Dame de Paris.
La zone évolue ensuite, passant du Moyen Âge aux XVIIe et XVIIIe siècles. Dans la seconde partie couverte de la rue de Paris, on retrouve diverses animations, projections de films (désormais fermées), boutiques et décors dans la lignée du Paris des temps modernes. L'accident ferroviaire de la gare Montparnasse est évoqué grâce à un décor. À l'extérieur, c'est à l'expo universelle de Paris de 1889 — tenue exactement un siècle avant l'ouverture du parc Astérix — que le décorum fait référence.
C'est un des lieux principaux où se déroule l'événement Halloween.
Le visiteur y trouve quatre attractions et trois spectacles : 
- Les Chevaux du roy : carrousel semblable à son homologue de l'Empire romain, mais orienté sur un thème médiéval (Concept 1900/Eurosujet, 1996) ;
- Les Chaises volantes : manège de chaises volantes (Zierer, 1989) ;
- L'Oxygénarium : descente de bouées dans un grand toboggan (WhiteWater West (en), 1999). Le script est ainsi résumé : « Ferdinand de Teffélé, à l’occasion de la Foire aux inventions de Paris, propose une machine pour prendre un bol d’air. Décontamination, expiration, arrivée aux sommets des cimes et c’est la chute ». Design conçu par Farmer Studios ;
- Attention Menhir ! : film de dix minutes diffusé dans un cinéma 4-D de trois cent places. Nommé Les Studios Idéfix, ce théâtre remplace le Cinématographe. L'attraction dure vingt minutes au total (CL Corporation, 2019) ;
- Main basse sur la Joconde : spectacle de cascades. Une course poursuite entre voleurs et gendarmes, avec effets pyrotechniques (1996) ;
- L'Hôtel des artistes : automates animés[133]. Ce spectacle est supprimé de la programmation du parc entre 2012 et 2014 ;
- La Maison du 14 juillet : automates animés[133].

#### Anciennement en activité
- Transdemonium : train fantôme sur le thème de l’an mil. (Farmer Studios et WGH, 2003 - 2018) ;
- Périple temporel : spectacle itinérant animé par deux guides décrivant les différentes époques présentes dans la zone (2013 et 2016) ;
- Les Mousquetaires : spectacle mettant en scène les trois mousquetaires entre les deux passages couverts de la zone (1992 - 2006)[134] ;
- Impasse Gavroche : espace de représentation tel cabaret, mime (1989) avec diffusion du film Paris je t'aime (dès 1994) ;
- Rapaces en vol libre : ancien spectacle de rapaces dans la zone moyenâgeuse[134] ;
- Les Fables géométriques : ancienne animation au théâtre de la Fontaine accueillant des spectacles de marionnettes, proche des décors du spectacle des mousquetaires (1993)[134];
- Nationale 7 : ancien circuit de tacots à travers une petite campagne évoquant la route bleue (Mack Rides, 1992-2023)[135].

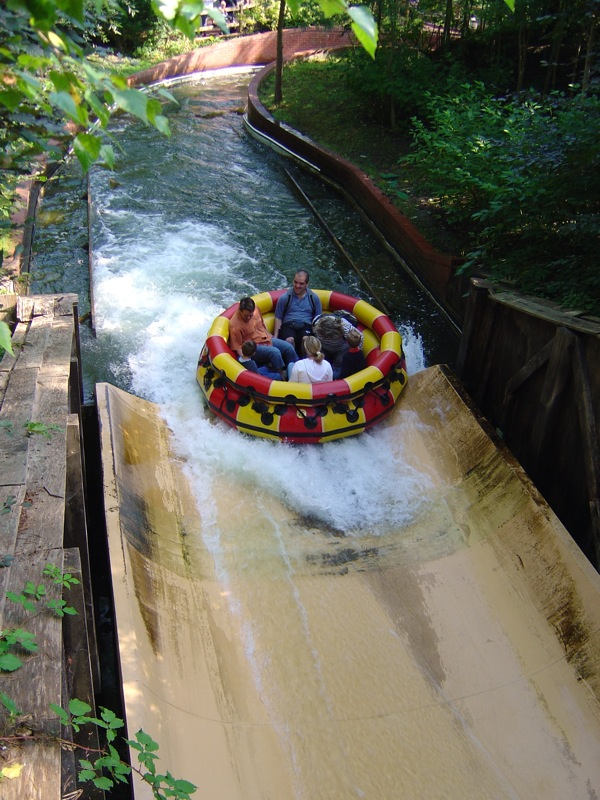
L'Oxygénarium.
Zone couverte représentant Paris.
Décors du Moyen Âge pendant le spectacle Périple temporel.

### La Gaule
Cette zone — aussi appelée Bienvenue chez les Gaulois — est composée d'une part des seize huttes du village d'Astérix et d'autre part du quartier anciennement nommé la Place de Gergovie en 1990 (cette partie était intégrée à la Rue de Paris l'année précédente), puis renommé le Domaine lacustre en 1995. Le village d’Astérix vu dans la bande dessinée y est reconstitué. La mise en scène dans le village — avec l'arrivée des héros de la série — se déroule à partir de midi. Il s'agit du principal lieu où l’on peut retrouver les personnages pour des prises de photos. En 2023, la zone est étendue de 2,8 ha avec la section appelée Festival Toutatis. En plus d'intégrer La Trace du Hourra, elle est composée entre autres de deux autres attractions.
Cette zone contient six attractions et propose deux spectacles :
- Épidemaïs Croisières : circuit de bateaux faisant le tour du village (Tow boat ride, Intamin, 1989). Autrefois appelé la Balade d'Astérix, il change de nom et est remanié en 1999. Les passagers retrouvent de nombreux personnages de principales aventures d'Astérix (Astérix chez Rahàzade, Astérix chez les Helvètes, etc.) ;
- Les Chaudrons : manège de type tasses où les visiteurs sont assis dans des chaudrons (Mack Rides, 1990). ;
- Menhir Express : attraction type bûches. Parcours entre la forêt et la zone égyptienne finissant par une chute de treize mètres (Hopkins Rides, 1995) ;
- La Revanche des Pirates - Le Grand Splatch : circuit aquatique appelé simplement Grand Splatch jusqu'en 2024, situé sur les hauteurs du rocher d’Astérix — emblème du parc, visible depuis l’autoroute — et se terminant par une chute (type Shoot the Chute, Intamin, 1989)[136] ;
- La Petite Tempête : music express (Mack Rides, 1990) ;
- Les Petits Chars tamponneurs : autos-tamponneuses pour enfants (Zierer, 1989). Lors de l'ouverture du parc, ce stand était nommé les Petits Ben-Hur et se situait dans le Camp romain. Une variante nommée Ben-Hur, destinée à un public plus âgé, était aussi présente de 1989 à 1995 près du même endroit. Après sa suppression, le lieu laisse place aux Espions de César[137] ;
- C'est du Délire : comédie musicale se déroulant dans le Théâtre de Panoramix de 600 places (2024)[138]. Elle fut précédée par divers spectacles tels que le spectacle de magie Chronos (2019 - 2023), Crypto - Illusions et mentalisme (2018), Magique Panoramix (2015 - 2017), Bilix chez Panoramix (2007 - 2008), Grande Illusion (2004 - 2007), 10 000 ans de magie (2000 - 2003), Magie au Théâtre de Panoramix (1997) ou encore Panoramix, le duel des magiciens (1989). Le théâtre, qui fut autrefois rattaché à la zone de la Cité romaine, a fermé ses portes en 2009 avant de rouvrir en 2015 après rénovation (sa façade a été modifiée notamment) ;
- Du Rififi dans la basse-cour : spectacle au théâtre du barde mettant en scène un soldat romain catapulté accidentellement dans le village gaulois (2018). Anciennement Assurance Fou-rire avec Assurancetourix, Transgénix (le devin) et d'autres Gaulois connus du village (2000 - 2008).

#### Festival Toutatis
Cette zone, s'étendant sur 2,8 ha, est composée d'attractions mécaniques, d'une aire de jeu, d'une boutique et d'une offre de restauration sur une place centrale.
Cette zone contient trois attractions :
- Chez Gyrofolix : manège de type Nebulaz, (Zamperla 2023) ;
- Toutatis : montagnes russes lancées d'une hauteur maximale de 51 mètres. Une vitesse maximale de 107 km/h. 3 trains. Une descente inclinée à 101° et 23 airtimes (Intamin, 2023)[139],[140],[141],[142],[143],[144],[145],[146] ;
- La Trace du Hourra : montagnes russes bobsleigh construites par Mack Rides, 2001. Neuf cents mètres de descente pour une vitesse approchant les 60 km/h ;

#### La forêt d'Idéfix
La forêt des druides est renommée Forêt d'Idéfix en 2014 et accueille un nouveau terrain de jeux ainsi que cinq nouvelles attractions enfantines :
- Énigmatix : petite tour de chute (Zamperla, 2014) ;
- Étamine : Barnyard (Zamperla, 2014) ;
- Lavomatix : Jump Around (Zamperla, 2014) ;
- Hydrolix : Bûches junior (Reverchon Industries, 2014) ;
- Aérodynamix : Magic Bikes (Zamperla, 2014).

#### Anciennement en activité
- La Ronde des rondins : montagnes russes junior réalisées par Zierer composées d'un parcours formant une boucle de soixante mètres, nommées à l'origine le Serpentin (1989 - 2013). Transféré à Fraispertuis-City, dans les Vosges[147] ;
- La Forêt des druides : zone de jeux pour enfants avec toboggans, grotte magique… conçue par les deux architectes Catherine Rannou et Isabelle Devin (à l'origine du jardin des vents et des dunes au parc de la Villette à Paris). Elles ont imaginé et créé les objets dynamiques de la zone, tels que le bain à brumisateur ou encore le champignon crachant de la fumée, et ont aménagé le jardin (1998 - 2013). Supprimée pour permettre l'aménagement de la Forêt d'Idéfix ;
- Secrets de druides : spectacle itinérant dans les allées du village gaulois (2014 - 2015) ;
- L'Aquapodium : reconstitution du traditionnel banquet des fins d'albums, a disparu en 1990 au profit de la zone de restauration nommée Chez Selfservix puis le Relais gaulois (1989)[131].

Boîte aux lettres (anachronisme humoristique) du village d'Astérix.
Théâtre de Panoramix.
Menhir Express.
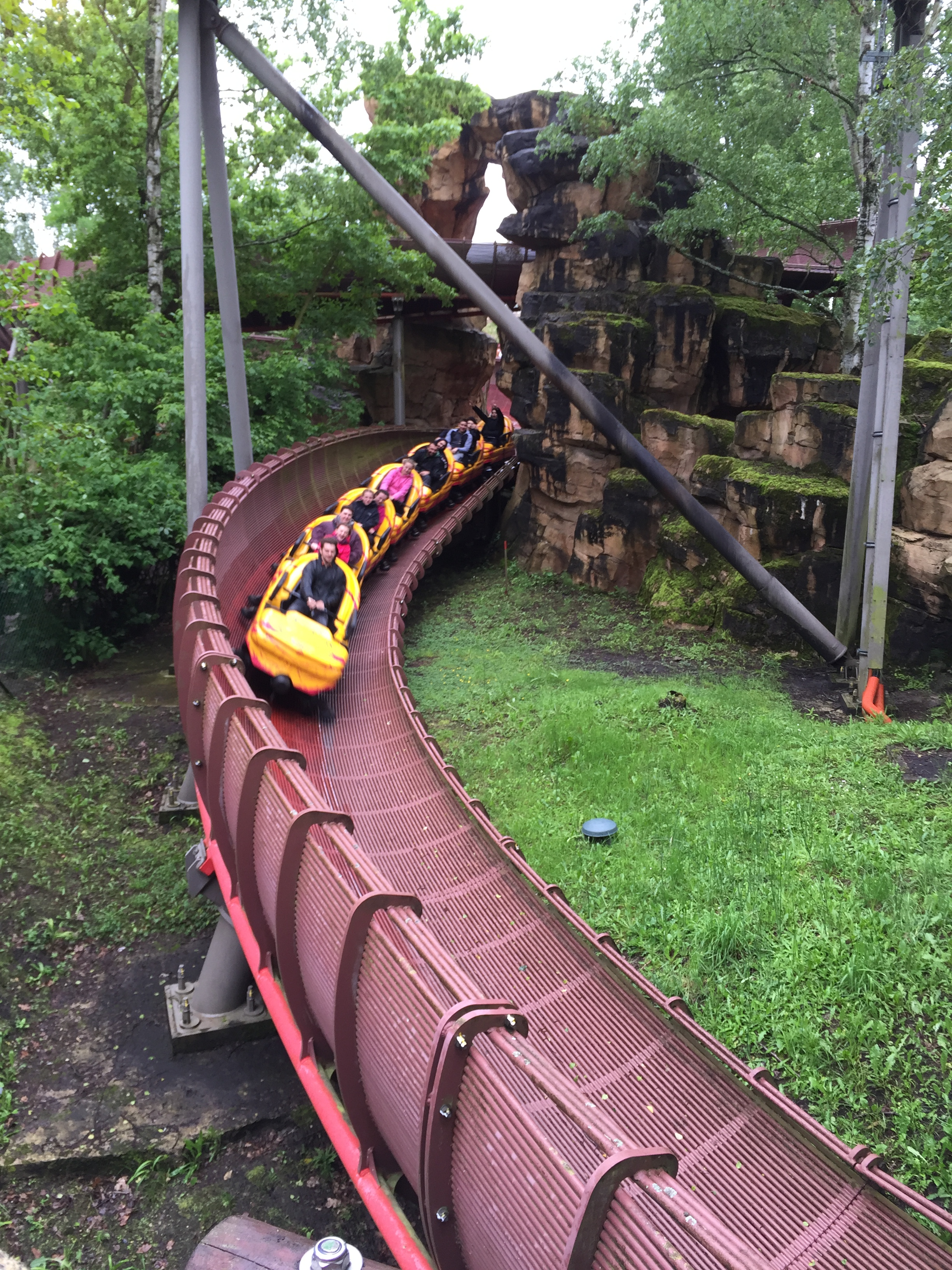
La Trace du Hourra.

### L'Égypte
Cette zone de 2,5 hectares sur le thème de l'Égypte ancienne est inaugurée le 7 avril 2012. La nouvelle zone et la nouvelle attraction OzIris représentent un coût de 20 millions d'euros ; le plus gros investissement du parc depuis sa création. Le visiteur y trouve trois attractions et un spectacle :
- OzIris : montagnes russes inversées (Bolliger & Mabillard, 2012). Le parcours comprend cinq inversions ainsi qu'un passage sous un bassin après un lift de 40 m[149]. L'attraction est inaugurée officiellement le 2 juin 2012 ;
- SOS Tournevis : montagnes russes junior construites par Zierer d'une longueur de deux cents mètres en 1990, d'abord nommée Trans'Arverne et rattachée à la Place de Gergovie puis renommée successivement Périférix et SOS Numérobis ;
- La Tour de Numérobis : attraction de type Vertical Swing (Zamperla, 2024)[136].
- Les Offrandes de Cléopâtre : court spectacle en plein air depuis 2022.

OzIris.
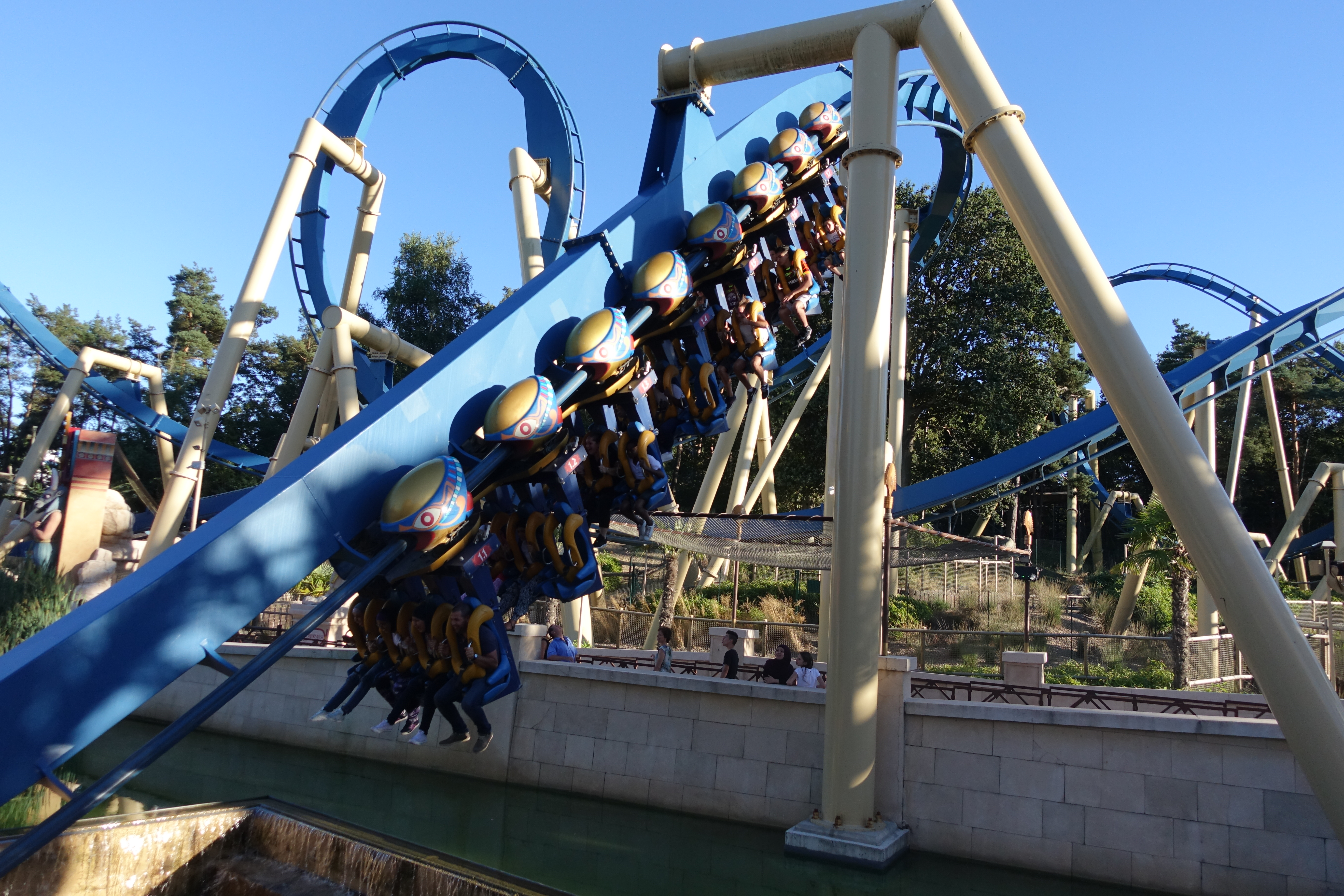
Oziris en 2016.
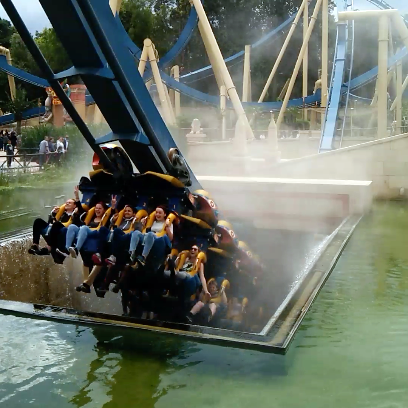
Un train de l'attraction Oziris.

## Parc hôtelier
Depuis 1999, le parc Astérix dispose de logements à destination du public. L’Hôtel des 3 Hiboux d'une capacité de cent chambres est inauguré en juillet de cette année. Déjà évoquées antérieurement, les ambitions des dirigeants d'augmenter la capacité d'accueil pour loger sur place sont rendues publiques dès 2016. Les clients de l'hôtel représentent environ 10 % du public se rendant au parc d'attractions. L'Hôtel des 3 Hiboux propose en 2017 cinquante chambres supplémentaires pour atteindre le nombre de cent cinquante. Lors du printemps 2018, le domaine de loisirs isarien inaugure la Cité suspendue, un nouvel hôtel de 150 chambres. Le troisième hôtel nommé Les Quais de Lutèce ouvre en juin 2020,,. Le complexe dispose d'un total de 450 chambres soit 1 700 lits,.

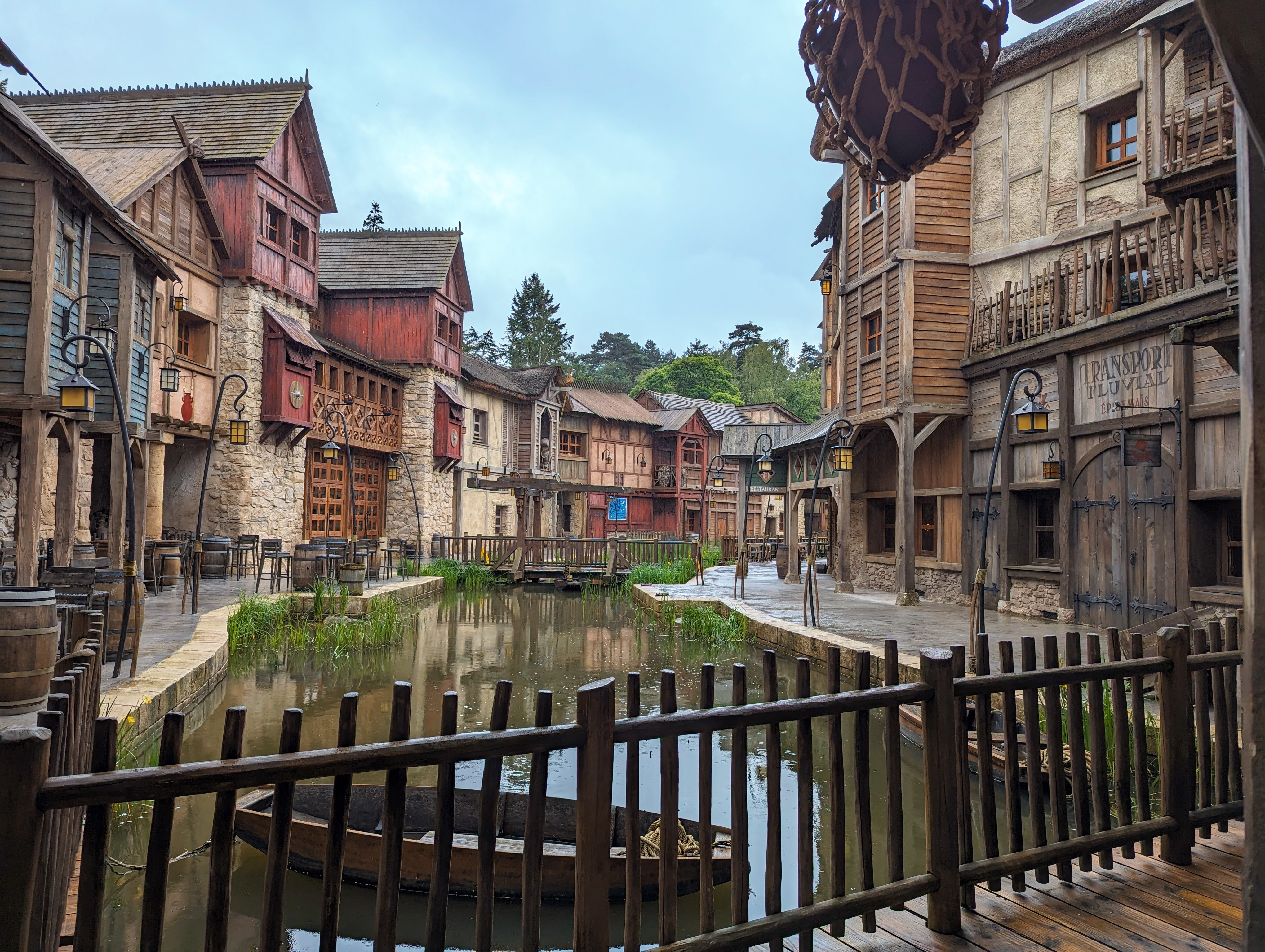
Hôtel les Quais de Lutèce

## Données économiques et opérationnelles

### Direction et personnel
Le parc est détenu par le groupe CDA Parks, anciennement Grévin & Cie, tout comme France miniature, le musée Grévin, la marque Walibi ou Bellewaerde.
Alain Trouvé est directeur général du parc et du service loisirs du groupe CDA Parks de 1999 à fin 2007. Début 2008, François Fassier lui succède au titre de directeur du Pôle France Nord de la CDA. En 2010, il en devient directeur industriel. Pascal Fliche prend la direction du Pôle France Nord de la CDA. Après avoir travaillé durant quinze ans à Bellewaerde, Filip De Witte devient directeur d’exploitation du parc Astérix en 2008. Début 2016, Nicolas Kremer prend le poste de directeur général tandis que Guy Vassel devient directeur général adjoint chargé du marketing, de la communication et des ventes. Sébastien Retailleau est le nouveau directeur général adjoint chargé de l’exploitation. Nicolas Kremer cède sa place de directeur général à Delphine Pons à compter du 17 mai 2021.
220 salariés permanents et mille saisonniers y sont employés. La moyenne d’âge des salariés est de trente ans. Quatre-vingts métiers sont exercés au parc Astérix. En 2019, il emploie 280 salariés permanents et 980 saisonniers.
Une saison débute généralement à Pâques. Jusqu'en 2007, le parc fermait courant septembre, pour rouvrir en avril. Depuis cette date, il ferme généralement au retour des vacances de la Toussaint, jusqu'au mois d'avril. De plus, la période hivernale est ponctuellement accessible au grand public, des saisons 2007 à 2010 et depuis 2019.
Le parc déclare recruter environ 2000 personnes pour la saison 2023,.

### Fréquentation
La fréquentation s'exprime en millions de visiteurs,. Elle est calculée du 1er octobre au 30 septembre.

Le parc passe la barre des 2,8 millions de visiteurs pour la saison 2023 marquant un record historique de fréquentation.
En 2016, le parc Astérix est le 1er site touristique des Hauts-de-France et le onzième site touristique le plus visité en France.

## Incidents

### Accident
Le 5 juillet 2006, un enfant belge de six ans est mort noyé dans l'attraction La Descente du Styx. Il se tenait debout dans une bouée d’où il est tombé, s'est assommé dans sa chute et son corps inerte a été aspiré par les pompes, à l’endroit le plus profond du parcours. L’enfant faisait partie d’un groupe de centre aéré, et avait embarqué sans moniteur. L'enquête de gendarmerie a mis hors de cause la direction du parc et ses employés. D'importants travaux sont réalisés sur l'attraction jusqu'à sa réouverture. Les nouvelles embarcations sont testées en 2007 dans l'attraction similaire Piraña à Efteling. C'est complètement réhabilitée que l'attraction a accueilli à nouveau des passagers en octobre 2007 sous l'appellation Romus et Rapidus.

### Sécurité du parc
Le parc a été le lieu de plusieurs scènes de violences commises par des visiteurs turbulents.
Le 23 mai 2010, une famille est traitée de « sales Blancs » et tabassée par des individus originaires des Ulis sur l'aire de pique-nique.
Le 11 juillet 2010, une rixe éclate lorsque des individus originaires de Villiers-le-Bel tentent de doubler dans une file d'attente. Quatre personnes sont alors blessées, dont une grièvement.
Depuis 2010, la direction affirme avoir pris des mesures spécifiques, tant pour la sécurité des équipements que pour la sécurité des visiteurs. Ce train de mesures semble avoir intéressé divers représentants publics, dont le préfet de l'Oise qui s'est rendu sur place en début de saison 2011. Le préfet, assisté de la DDPP — Direction départementale de la protection des populations — y a mené une batterie de contrôles concluants afin de vérifier l'hygiène et la sécurité des équipements du parc.
Le 10 juillet 2020, des employés sont violemment pris à partie sur le quai du Tonnerre de Zeus par un groupe de jeunes visiteurs, dont l'un des membres a tenté de passer outre l’interdiction des agents pour récupérer sa casquette tombée dans une zone inaccessible. Employés et visiteurs dénoncent la détérioration de l'ambiance du parc depuis sa réouverture après le premier confinement lié à la pandémie de Covid-19,.
En janvier 2022, le parc Astérix est accusé de violences de la part d'agents de sécurité. Si les versions diffèrent, l'administration du parc fait savoir que les jeunes hommes étaient agressifs. Des gendarmes en civil ont dû intervenir.